# Nuoto ai Giochi della XX Olimpiade - 100 metri farfalla femminili
La competizione dei 100 metri farfalla femminili di nuoto ai Giochi della XX Olimpiade si è svolta nei giorni 31 agosto e 1º settembre 1972 alla Olympia Schwimmhalle di Monaco di Baviera.

## Programma
| Data           | Ora   | Round        | Note                                |
| -------------- | ----- | ------------ | ----------------------------------- |
| 31 agosto 1972 | 10:30 | 4 Batterie   | I migliori 16 tempi alle semifinali |
| 31 agosto      | 17:30 | 2 Semifinali | I migliori 8 tempi alla finale      |
| 1º settembre   | 10:40 | Finale       |                                     |

## Risultati

### Batterie
| Pos. | Atleta          | Nazione        | Tempo   | Pos F |
| ---- | --------------- | -------------- | ------- | ----- |
| 1    | Dana Shrader    | Stati Uniti    | 1'05"09 | 8 Q   |
| 2    | Edeltraud Koch  | Germania Ovest | 1'05"29 | 10 Q  |
| 3    | Frieke Buys     | Paesi Bassi    | 1'06"89 | 14 Q  |
| 4    | Margrit Thomet  | Svizzera       | 1'07"28 | 15 Q  |
| 5    | Brenda McGrory  | Irlanda        | 1'08"52 | 21    |
| 6    | Donatella Talpo | Italia         | 1'08"98 | 22    |
| 7    | Susan Smith]    | Canada         | 1'09"38 | 24    |
| 8    | Norma Amezcua   | Messico        | 1'12"23 | 30    |

| Pos. | Atleta          | Nazione          | Tempo   | Pos F |
| ---- | --------------- | ---------------- | ------- | ----- |
| 1    | Andrea Gyarmati | Ungheria         | 1'04"01 | 2 Q   |
| 2    | Roswitha Beier  | Germania Est     | 1'04"34 | 4 Q   |
| 3    | Eva Wikner      | Svezia           | 1'06"70 | 13 Q  |
| 4    | Iryna Ustymenko | Unione Sovietica | 1'07"44 | 16 Q  |
| 5    | Aurora Chamorro | Spagna           | 1'08"39 | 20    |
| 6    | Leslie Cliff    | Canada           | 1'09"29 | 23    |
| 7    | Hsu Yue-Yun     | Taiwan           | 1'11"67 | 28    |

| Pos. | Atleta                   | Nazione        | Tempo   | Pos F |
| ---- | ------------------------ | -------------- | ------- | ----- |
| 1    | Deena Deardurff          | Stati Uniti    | 1'04"80 | 5 Q   |
| 2    | Rosemarie Kother-Gabriel | Germania Est   | 1'04"83 | 6 Q   |
| 3    | Noriko Asano             | Giappone       | 1'04"97 | 7 Q   |
| 4    | Sue Funch                | Australia      | 1'07"51 | 17    |
| 5    | Jean Jeavons             | Gran Bretagna  | 1'07"64 | 18    |
| 6    | Věra Faitlová            | Cecoslovacchia | 1'08"18 | 19    |
| 7    | Tay Chin Joo             | Singapore      | 1'10"92 | 27    |
| 8    | Susana Saxlund           | Uruguay        | 1'11"90 | 29    |

| Pos. | Atleta              | Nazione        | Tempo   | Pos F |
| ---- | ------------------- | -------------- | ------- | ----- |
| 1    | Mayumi Aoki         | Giappone       | 1'04"00 | 1 Q   |
| 2    | Ellie Daniel        | Stati Uniti    | 1'04"33 | 3 Q   |
| 3    | Gudrun Beckmann     | Germania Ovest | 1'05"26 | 9 Q   |
| 4    | Heike Hustede-Nagel | Germania Ovest | 1'05"64 | 11 Q  |
| 5    | Marilyn Corson      | Canada         | 1'06"26 | 12 Q  |
| 6    | Judit Turóczy       | Ungheria       | 1'09"73 | 25    |
| 7    | Ileana Morales      | Venezuela      | 1'10"37 | 26    |

### Semifinali
| Pos. | Atleta                   | Nazione          | Tempo   | Pos F |
| ---- | ------------------------ | ---------------- | ------- | ----- |
| 1    | Andrea Gyarmati          | Ungheria         | 1'03"80 | 1 Q   |
| 2    | Roswitha Beier           | Germania Est     | 1'04"36 | 5 Q   |
| 3    | Dana Shrader             | Stati Uniti      | 1'04"54 | 8 Q   |
| 4    | Rosemarie Kother-Gabriel | Germania Est     | 1'04"64 | 9     |
| 5    | Edeltraud Koch           | Germania Ovest   | 1'05"28 | 10    |
| 6    | Frieke Buys              | Paesi Bassi      | 1'06"78 | 12    |
| 7    | Marilyn Corson           | Canada           | 1'06"78 | 13    |
| 8    | Iryna Ustymenko          | Unione Sovietica | 1'07"76 | 16    |

| Pos. | Atleta              | Nazione        | Tempo   | Pos F |
| ---- | ------------------- | -------------- | ------- | ----- |
| 1    | Deena Deardurff     | Stati Uniti    | 1'03"97 | 2 Q   |
| 2    | Mayumi Aoki         | Giappone       | 1'04"11 | 3 Q   |
| 3    | Ellie Daniel        | Stati Uniti    | 1'04"25 | 4 Q   |
| 4    | Gudrun Beckmann     | Germania Ovest | 1'04"52 | 6 Q   |
| 5    | Noriko Asano        | Giappone       | 1'04"53 | 7 Q   |
| 6    | Heike Hustede-Nagel | Germania Ovest | 1'06"48 | 11    |
| 7    | Margrit Thomet      | Svizzera       | 1'07"12 | 14    |
| 8    | Eva Wikner          | Svezia         | 1'07"53 | 15    |

### Finale
| Pos.    | Atleta          | Nazione        | Tempo   | Nota            |
| ------- | --------------- | -------------- | ------- | --------------- |
| Oro     | Mayumi Aoki     | Giappone       | 1'03"34 | Record olimpico |
| Argento | Roswitha Beier  | Germania Est   | 1'03"61 |                 |
| Bronzo  | Andrea Gyarmati | Ungheria       | 1'03"73 |                 |
| 4       | Deena Deardurff | Stati Uniti    | 1'03"95 |                 |
| 5       | Dana Shrader    | Stati Uniti    | 1'03"98 |                 |
| 6       | Ellie Daniel    | Stati Uniti    | 1'04"08 |                 |
| 7       | Gudrun Beckmann | Germania Ovest | 1'04"15 |                 |
| 8       | Noriko Asano    | Giappone       | 1'04"25 |                 |